# Sorbus pohuashanensis
Sorbus pohuashanensis là loài thực vật có hoa trong họ Hoa hồng. Loài này được (Hance) Hedl. miêu tả khoa học đầu tiên năm 1901.